# タブー・タトゥー
『タブー・タトゥー』（TABOO TATTOO）は、真じろうによる日本の漫画作品。『月刊コミックアライブ』（KADOKAWA）にて2010年1月号から2017年8月号まで連載。
2016年7月よりテレビ東京ほかでアニメが放送された。

## あらすじ
正義感の強い中学生の赤塚正義（ジャスティス）、通称セーギは昔、謎の男から「呪紋」と呼ばれる兵器を掌に埋め込まれた。時空を歪め、「無」を創り出すことで周囲に壊滅的なダメージをもたらす特別な呪紋を得たセーギは平凡な日常を送っていたが、偶然出会った、セーギ同様に呪紋を持つ某国のエージェントの少女・イジーの呪紋の回収を手伝うことになり、呪紋を巡る国家の陰謀と秘められた大きな謎に巻き込まれていく。

## 登場人物

### 主要キャラクター
赤塚 正義（あかつか ジャスティス）
声 - 古川慎、奈波果林（幼少期）
本作の主人公。通称はセーギ。正義感が強く、悪を見ると首を突っ込まずにはいられない。運動神経がよく、祖父（声 - 高岡瓶々）から赤塚流柔術を習っている。亡き父（声 - 柳田淳一）は警察官であった。
謎の男（ワイズマン）を不良の手から助けたことによって紋章を掌に入れられ、呪紋に関連する争いに関わることになる。イジーの隠れ家で彼女に鍛えられ、今では呪紋の回収任務の手伝いをしている。経験を積み重ね、腕をあげている。トーコが亡くなってからは1年間、戦闘訓練を積み重ね、いつかトーコの仇を討とうと考えている。
呪紋は理法喰らい（ヴォイド・メイカー）。トリガーは「血液」。呪文の場所は右掌。三人目の「無鍵の呪紋」の印者。
ブルージィ＝フルージィ
声 - 小松未可子
本作のヒロイン。アメリカ陸軍・中尉。通称はイジー。チーム「青月（ブルームーン）」のリーダー。見た目は正義と同じくらいの年齢だが、呪紋によって成長が止まっていて、実年齢はトムより上。猫舌だがホットミルクをよく飲んでいる。米軍最初の印者。呪紋が嫌いであり、昔に自らの左掌を刃物で何度も傷をつけていた。
遺跡の研究者であった親に連れられ遺跡で呪紋を発見するが、弟が無限の呪紋に触れて同化し暴発した。唯一生き延びたイジーはサンダースの養子となった。
身体能力が非常に高く、実力は呪紋を発動させなくてもセーギを圧倒するほど。向かってくる相手に反射的に掌底を放ったり、戦闘時は熱くなって相手を殺しそうになるまでボコボコにしてしまうことがしばしばある。しかし、尾行に関してはセーギやトーコにすぐ気づかれるなどお世辞にも上手いとはいえない。
遺跡での戦闘で片腕を失ってしまい、義手をつけている。それまでは米軍と王国は呪紋に関して競争関係にあると考えていたが、遺跡での敗北により米軍の実力は王国にとってライバルとすら感じられていないことを痛感させられる。
呪紋は空気を圧縮して放つ能力。トリガーは「チョーク」。呪文の場所は左手。
一ノ瀬 桃子（いちのせ とうこ）
声 - 安済知佳
本作のもう1人のヒロイン。セーギのクラスメイトで幼馴染。通称はトーコ。イジーに「育ちすぎ」「けしからん胸」と言わしめ揉まれるほど胸が大きい。運動神経も抜群である。頭突きでキャベツを割ることもできる。額にはイルと同じ呪紋が刻まれていて、イルが力を発動すると連鎖的に起動するようである。普段はカモフラージュでシールを額に貼られている。
セーギの母から頼まれているため、よくセーギの世話を焼き、ご飯を作ってくれている。親しげにセーギに接するイジーを怪しみ、彼がイジーの家に向かうのを追いかけ突き止めようとした時、イルに憑依されセーギ抹殺のために利用された。憑依された状態でも意識はあり、セーギとトムに救出されたことを契機にセーギが関わっている全てを知る。遺跡での戦いではセーギのことを心配し探しに走るが、セーギの眼前で猛獣化したイルによって喰われ落命した。

### 王国
アリヤバータ
声 - 鬼頭明里
セリニスタン王国の王女。通称はアリヤ。敵対勢力からは「姫」とも呼ばれる。趣味はゲーム。イル（侍女も可）に手を付ける・自分との卓球勝負で負けたトーコの胸を揉みほぐすなど、女の子を可愛がる百合的なところがある。
国王の実子ではなく呪紋を生み出した少数民族「タヴィ」への人体実験で生み出された。自分を生み出すためにタヴィに非道な人体実験を繰り返し滅亡に追いやったことを知り、国王を恨んでいた。容姿端麗で気品に溢れる人物に見えるが、国でクーデターを起こし国王と王妃を殺害。人間の非道性を嫌悪している彼女は人類を滅ぼし呪紋による世界の書き換えを目論んでいる。また、4つの遺跡・鍵を起動すると、姉妹全員のリンクが完全となり（アリヤという人格は消えるが）神のような存在にもなるという。
日本では米軍と交戦したイルとラーカーを回収、来日したカルから報告を受けた4つめの遺跡に向かう。遺跡を米軍に急襲されたが、それは米軍が動けばBBも動かざるをえず起源体に喰われたBBを取り込み、二つ目の鍵を開くという自身の算段で米軍に情報を流していた。拘束したセーギにBBやトーコの死を受けての絶望や復讐心を与えた後、遺跡を消滅させ撤退する。グランドキャニオンでの戦いでは事前にセーギらにビデオメッセージを送り、「グランドキャニオンの遺跡の奪取」「リサの生存」を伝え誘い出す。遺跡に侵入したセーギの前に現れると圧倒的な力を見せ、セーギを救出したイジーや玉城にも強さを見せつける。しかし、救出されたセーギがイジーを助けようと起源体の力を借りようとした際、ワイズマンが装置を押したことでセーギの起源体が出現しアリヤの起源体を打ち破る。そして、セーギの攻撃がアリヤの肉体に届く刹那、彼女は瞬間移動で逃げるように撤退した。
グランドキャニオンでの戦い後、米国にはコロラド州の米軍基地とホワイトハウスを消滅させた上で王国との戦争回避を忠告し、セーギには南極での決戦を通告。日本に向かったシューニャ・ハーラ・アシュ（ガネーシャ）がセーギらに敗北すると彼女らを回収し自身に取り込んだ。
最初の「無鍵の呪紋」の印者。サンサーラにいる多くの姉妹とリンクしているため、彼女らの呪紋を扱える。呪紋に喰われる魂も彼女らから補給している。リンクしていれば、十数キロの距離であれば瞬間移動できる。トリガーは「大気」。
アリヤのリンクはセーギにもされているためセーギの居場所の探知ができる反面、リンクを繋いでの一方通行はありえず、アリヤと同様にセーギもリンクを通してアリヤの姉妹から魂を補給し起源体を操ることも可能。
カラム/ジーニアス
声 - 飛田展男
日本における王国の呪紋の研究所所長。侵入したセーギやBBに呪紋研究で強化した人間を差し向けるが敗北、気絶させられ研究データを奪われる。南極での決戦では、ワイズマンの開発したアリヤとその姉妹のリンクシステムを疑似的に再現した装置を狙うも気絶させられる。その後、カプセルに投入され、ワイズマンの用いる呪紋の燃料とされる。
マニーシャ
声 - 大西沙織
ジーニアスの助手。ジーニアス同様BBに気絶させられる。
研究所で強化された人間
セーギの友人を含む拉致された男女。脳に反呪紋システムを埋め込まれているため、印者と同様の身体能力を持っている。ジーニアスの命令のみを聞く兵器。体内に意識を失うと爆発する爆弾を装備させられている。
侍女
声 - 奈波果林、青山吉能
アリヤの身の回りの世話をする侍女達。アリヤのお手付きと思われる。戦闘時にはアリヤから与えられた反呪紋を用い、米兵以上に強化された身体能力で戦う。
国王
声 - 手塚秀彰
セリニスタン王国の元国王。アリヤの起こしたクーデターで死亡した。
35年前に遺跡を発見し碑文の解読に成功した国王は遺跡の力を使おうと試みた。「アリヤバータ計画」を成功させるため、呪文に関わった者たちの末裔に当たる少数民族タヴィの人間を使った人体実験をサンサーラで行い、男性から強制的に精子を採取し女性を強制的に孕ませるというやり方で部族全員に当たる約３０００人もの人間の命を奪った。その結果、インターフェースの作製には成功したが、多大な犠牲を出したタヴィは滅んだ。この非道な行いこそがアリヤが人間を憎む原因となった。
当初はアリヤを自身の道具としか見なかったが、後にアリヤを娘として愛すようになる。これが原因でアリヤのクーデターの準備への対処が中途半端なものとなり、結果として後の自身の落命につながる。

#### ブラフマン
イルトゥトゥミシュ
声 - 井澤詩織
通称はイル。「迷い猫（シュレディンガー・キャット）」とも呼ばれる。元はストリートチルドレンであったがアリヤに拾われた。それ以降アリヤに絶対の忠誠を誓っている。毎夜アリヤとチョメチョメしている模様。
アリヤの起こしたクーデターでは旧国王一派を殺害。日本では無鍵の呪紋を回収するためトーコに憑依し、セーギやその場にいたトムを狙った。ラーカーの指示で撤退後、今度はアメリカの呪紋部隊「白薔薇（ホワイトローズ）」の拠点を急襲、メンバーを次々に惨殺し、白薔薇のリーダー・リサの抵抗も跳ね除け駆けつけたセーギも一蹴し、リサの捕縛に成功する。リサをトラックで移送していることを突き止めたイジーや米軍が追跡してくると米軍を打倒、その場に再び現れたセーギにも優勢に展開する。しかし、無鍵の呪紋を発動した彼に敗北、その場に現れたアリヤに回収された。
遺跡での戦いではアリヤが自身の呪紋を制御下に置くことで、トーコに流出していた力を止められ「在らざる獣」に変貌し、米軍のヘリを撃破。その後、セーギを見つけ駆け寄ったトーコをも喰った。グランドキャニオンでの戦いでは、リサの身体に憑依してラーカーと共にイジーと戦うが、容赦ないイジーの攻撃により敗北した。
呪紋は他者の体を乗っ取る憑依と、他者から観測されることにより発揮する透過の能力。また、アリヤが回路を制御することにより「在らざる獣」になることも可能。トリガーは「鎖」。呪文の場所は右手の甲。
R.R.ラーカー
声 - 津田健次郎
鞭の使い手。「石頭の蛇（ベヒーモス・バイパー）」とも呼ばれる。22歳独身。元医大生のサディスト。
イルと共に来日し、セーギの通う中学校にてイジーを狙うが爆弾で負傷、撤退した。今度は白薔薇を狙い、イルがその拠点を攻略するなか援軍に来たイジーを反呪紋システムで足止めし、自らの操縦するヘリにイルと捕縛したリサを回収し逃走する。イジーや米軍が追跡してくるとイジーと交戦するも、その隙を付いてトラックから脱出したリサとイジーの攻撃に敗北、アリヤに回収された。その後、遺跡での戦いで捕縛されたリサに拷問を行い調教・洗脳しイルを憑依させた。グランドキャニオンでの戦いでは、イル（リサ）と共にイジーと交戦するが、イジーにクラゲ・蛇の毒を仕込んだ銃弾を浴び神経が麻痺し崖下に蹴落とされる。最期は運悪く玉城の呪紋に巻き込まれ玉城の戦っていたアイーシャ諸共ぐちゃぐちゃになり死亡した。
呪文の場所は左手の甲。
カル・シェーカル/古波蔵誠
声 - 生天目仁美
アリヤの側近にしてブラフマン副隊長。通称はカル。日本人のクォーター。和装で日本刀の使い手。BBに恋慕の情を持っている。
王国ではアリヤの命でサンサーラに赴き、地下を逃げるBBらに攻撃を加えヴァルマを殺害、さらに撤退するBBを追撃した。来日後は4つ目の遺跡をアリヤに報告、彼女が遺跡での作業を完了するまで侍女達と共にその防衛の任に付く。遺跡での戦いでは呪紋以上に強力といわれる剣腕で米軍のディビスや王を瞬く間に殺害し、イジーやサンダースすら圧倒した。現れたBBと激闘を繰り広げ、序盤は優勢ではあったが起源体から力を得たセーギやBBの前に敗北する。グランドキャニオンでの戦いでは、遺跡のある洞窟にて忍装束を纏いセーギと交戦、アリヤの目的を教えつつ、前回より強さの増した剣技でセーギを追い詰めるが敗北した。南極の決戦ではサンサーラから排除されアリヤへの面会もハルシャに拒否されたため、幾らか疑問を抱きつつも敵の迎撃に向かう。
呪紋は絶対境界（イージス・アルマジロ）。トリガーは「墨」。呪文の場所は右手の甲。剣腕に能力を付加することも可能であり、彼女の戦闘能力は無鍵の呪紋に匹敵するともされる。遺跡での戦いでBBに絶対境界を破壊されてからは能力を失うが、反呪紋の力を手にしている。
アジタ
声 - 青山穣
ブラフマン隊長。王国では撤退するBBをカルらと共に追撃した。グランドキャニオンでの戦いでは米兵達と交戦、その最中、起源体に飲み込まれ巨大なハエのような姿に変貌した。戦闘機にミサイルを打ち込まれるが最期の呪紋を発動し自爆した。
呪紋は混沌の胞晶（ケイオス・ビー）。呪文の場所は左目。
ヴァルマ
声 - 逢坂良太
国王の愛人。アリヤの目的を探っていた。BBと共にサンサーラに侵入し、多くの実験体の存在やアリヤの出生の秘密など知るが、地下からの脱出中に地上からのカルの攻撃で死亡した。
呪紋は過去を再現できる能力。呪文の場所は右手の甲。
アイーシャ
声 - M・A・O
狂気じみたマゾヒスト。ワイズマンが用意したセーギの隠れ家を襲撃するもセーギに敗北した。グランドキャニオンでの戦いでは米兵や印者を襲っていたが玉城と対峙する。彼の呪紋により、巻き込まれたラーカー共々ぐちゃぐちゃになり死亡した。
呪紋はハヌマーンの計算尺（リスケーリング）。トリガーは「針」。呪文の場所は下腹部。

#### アリヤの姉妹
国王の命で行われた人体実験で生まれた失敗作。唯一、外界で活動できるのは成功作のアリヤのみ（アシュ/ガネーシャも外に出られるが機能不全が多い）。他の姉妹は動くこともできずに容器に入っているか、動けてもサンサーラの特殊な環境でしか生存できない。彼女らは遺跡を操作するための入力装置であり、全員アリヤとリンクしているため、互いの自我の境界も曖昧である。
クジュリ
声 - 茅野愛衣
アリヤの姉。アリヤを止めたいと考えている。サンサーラに侵入したBBに研究資料を渡したりカルからの電話で虚偽を伝えたりとBBに協力した。グランドキャニオンでの戦い以後は、起源体に魂を奪われ過ぎて昏睡状態に陥っている。
フィマ
声 - 渡部紗弓
ゲームのセーブデータを消したやつを探している。怒ったら怖い。
カシニカ
声 - 高倉有加
短髪の少女。
シェール
声 - 葵井歌菜
アリヤに協力的。クジュリによりスタイリッシュに緊縛する秘奥義「鯉の滝登り(ドラゴンフォール)」で吊し上げられた。
サンサーラに侵入したBB達のことを大声でカルに伝えた。
フィズール
声 - 白石真梨
ガンコンを持って戦おうとした。フィマのセーブデータを消した張本人。

#### アートマン
アシュ/ガネーシャ
声 - 日野まり
サンサーラの守護者。「不具の神像」と呼ばれる白髪で目を縫っている少女。アリヤの妹でもある。巨大な剣を使う。サンサーラへの侵入を試みたBBやヴァルマを圧倒し撃退したが、彼らの二度目の侵入の際、連携攻撃の前に敗北した。グランドキャニオンでの戦い後、シューニャやハーラと共にワイズマンの研究所に侵入、玉城やイジーと交戦するがハーラの敗北にショックを受け泣き喚き呪紋が暴走した。最後は駆けつけたアリヤに回収され、その後、取り込まれた。
トリガーは葉っぱ。呪文の場所は舌。
シューニャ
声 - 日高里菜
アリヤの妹。イル曰く、カル以上の強さを持つ。グランドキャニオンの戦い後、日本に赴き玉城を倒す。ガネーシャやハーラと共にセーギを狙いワイズマンの研究所に侵入、ワイズマンを人質に取る。スカイポールの展望台でセーギを待ち受け交戦するが、徐々にセーギに対して恐怖心を抱く。最後はアリヤに取り込まれた。
呪文の場所は左手の甲。
ディヤ
アリヤの姉妹。
ハーラ
声 - 洲崎綾
アリヤの姉妹。風を操る能力を持つ。ガネーシャやシューニャと共にワイズマンの研究所に侵入。玉城やイジーと交戦するが、サンダース・イジーの連携攻撃を受け、意識が消えかかった瞬間を米兵の銃撃を浴び敗北する。最後はアリヤに取り込まれた。
トリガーは錠剤・カプセル。呪文の場所は舌。
ハルシャ
アリヤの姉妹。イル曰く「人格破綻者」・「悪魔」。磁場を操作する能力を持つ。
トリガーは唾液。呪文の場所は舌。
ブッカ
アリヤの姉妹。過去に事故で両腕の肘から先を失っている。イル曰く「人形」。念動力を使用できる。

### 米国
トム＝シュレッドフィールド
声 - 杉田智和
イジーの部下。アメリカ陸軍軍曹。コピーされた呪紋を持つ。おたく気質で、所謂「萌えキャラ」が大好き。
新居に移る度に彼のコレクションは甚大な被害を受けている。
呪紋は研究課程で生まれた副産物で「超常現象をキャンセルできる」能力。トリガーは「タバコ」。
リサ・ラブロック
声 - 喜多村英梨
アメリカ陸軍・少尉。通称はリサ。呪紋部隊「白薔薇（ホワイトローズ）」のリーダー。「不知火狐（ラブリィフォックス）」とも呼ばれる。イジーとは親友関係。
拠点をブラフマンのイルに急襲された際、部下を次々に殺害されたため怒り、果敢に反撃するも敗北し捕縛された。その後、移送されていたトラックを脱出し追跡してきたイジーと共にラーカーを倒す。遺跡での戦いにも参戦し、バーンズと共にイルを迎撃した。負傷したバーンズが自身を逃すためイルを巻き込んでの自爆をするが、侍女に銃を突き付けられ捕縛された。グランドキャニオンでの戦いでは、ラーカーに拷問の末に調教・洗脳されておりイルに憑依された姿で登場。イジーと交戦するが彼女が全力で殴ったお陰でイルの憑依が解け、救出された。戦後、時間はかかったが洗脳も解除され回復、南極での決戦にも参加している。
呪紋は空気中の分子を可燃物に変える能力。トリガーは「口紅」。
サンダース
声 - 玄田哲章
アメリカ陸軍 ・准将であるが、大佐と呼ばれることを好む。アニメ版公式サイトの紹介では階級が大佐と紹介されている。
愛国者であり呪紋に関わる一切の責任者。ブラフマンの足取りを掴んだ（実際はアリヤがその情報を流していた）ことから米軍の精鋭を集め、アリヤを抹殺し王国の遺跡を奪還しようと日本の遺跡を急襲する。しかし、ブラフマン達に精鋭の悉くを倒され、自身もイジーと協力してカルと戦うも、両目と手足を失い敗北した。グランドキャニオンの戦いでは部下に指示を出していた所をアリヤとカルに襲撃され敗北した。
呪紋は力点移動の能力。トリガーは銃弾。
ジョンソン・ディビス
声 - 浜田賢二
大尉。極度の女好きである。態度と戦闘スタイルも軟派であるが米軍の誇る最強戦力の一人。
遺跡の戦いに参戦し先陣を務めた。カルに腹から真っ二つに斬り捨てられ、首をはねられる。
呪文は電気。
王（ワン）
声 - 阿部敦
少尉。アジア系。女性がいる場でもスラングを連呼するなど品性には欠けるが米軍の誇る最強戦力の一人。武器は短機関銃であり、遺跡の戦いに参戦するもカルに斬り捨てられる。
レオナルド・バーンズ
声 - 稲田徹
長身の黒人。アメリカ陸軍・少佐。寡黙で強面なところがあるが基本的に皆に優しい性格の一人であり皆からも信頼されている。遺跡での戦いで負傷したサンダースに代わり指揮を執り、撤退命令を下す。殿を務めリサと共にイルと戦うも負傷、リサを逃すためイルを巻き込んで自爆した。
玉城走破（たまき そうは）
声 - 檜山修之
三等陸佐。異名は牛鬼。トムと同じく所謂「萌えキャラ」が大好きであり、トムとは某同人即売会イベントと言う名の戦場を共にする戦友である。
グランドキャニオンでの戦いではアイーシャと対峙、崖から落下してきたラーカーをも巻き込み、アイーシャを葬った。南極での決戦にも参加している。
呪紋は空間の歪みを利用した超加速。作用と反作用の関係から肉体を酷使する。呪文の場所は右足の裏。
ローレンス
声 - 真木駿一
グランドキャニオンでの戦いに参戦。イル（リサ）・ラーカーと交戦するイジーの援軍に駆けつける。ラーカーに挑むが殺害された。
呪文は物を一点に集める一点集中。
トニー
声 - 杉崎亮
グランドキャニオンでの戦いに参戦する。イル（リサ）・ラーカーと交戦するイジーの援軍に駆けつける。ラーカーに挑む。ラーカーのワイヤーに絡めとられたローレンスを救おうとした際に、自身の指も巻き込まれて計7本の指を失う。
呪文は光増幅。ペンライトをライトセイバーのようにして戦う。
キャロウェイ
南極での決戦に米軍のリーダーとして参加するが、ハルシャに殺害される。
トリガーはチョコレート。呪文の場所は右手の甲。

### その他
ワイズマン
声 - 速水奨
呪紋の研究者でありBBの協力者。男性。BBの体内のコードを加筆し、起源体の侵食を少しの間、止めるナノマシンを開発し彼に飲ませていた。彼の研究への資金は日本の防衛省から出ている。
自身がチンピラに絡まれていた所を救ったセーギに「助けてくれたお礼」として彼の掌に呪紋を授けた。その後、遺跡での戦いでBBやトーコを喪ったセーギの前に姿を見せる。その場に現れたイジーに呪紋を持ち出した罪で米軍に引き渡されそうになるが、自身はBBの遺志を継承していることを伝えたため、彼女の協力も得ることになる。研究所でセーギの内にあるBBの魂にアクセスすることでBBの記憶を見せた。
グランドキャニオンでの戦い後、日本政府の代表として呪紋の研究資料の全面的な提供を米軍に持ちかける。同時に条件として、今後は呪紋は日米共同の研究とし、自らをそのプロジェクトの責任者に据えるよう提示した。同化が進むセーギの起源体の侵食を止めるため彼にナノマシンを飲ませているが、セーギがアリヤに勝利した後、ナノマシンに仕込んだウイルスで自らが遺跡を操ろうと企んでいる。物語が終盤に進むにつれ本性を露わにしていき、実際にはBBの意志も自身に都合よく解釈していたことが明らかにする。目的はあくまで呪文に関する真理に近付くことだけであり、世界の命運や戦いの勝利にも特に執着はない。あくまで自分の真理に関する欲求のみが目的であり、セーギたちにも必要に応じて開示する情報を制限し利用し尽くすことを計画している。終盤ではセーギもそれを見抜いたうえでワイズマンに協力し、全てが終わった後はワイズマンの思い通りになるか否かを興味深く考えている。
ブラッド・ブラックストーン
声 - 森川智之
男性。元アメリカ陸軍少佐。元ブラフマン。通称はBB。元恋人であるイジーは「曲がったことが嫌いな優しい人」と評する。「全世界の呪紋の消滅」を目的にしていた。自衛隊と協力関係にある。
セーギにとって"偽物でも偶像でもない本物の正義のヒーロー"と呼べる存在であり、セーギに自身の"正義"に対する信念を説きヴォイドメーカーの扱い方や戦い方を教える師となる。
王国に潜入するため、米軍の機密情報を手土産にブラフマンに入隊、カルとの手合わせで実力も認められた。また「無鍵の呪紋」の適合者ということも判明し、後に提供された。アリヤのクーデターを予見し、国王に王国呪紋研究の中枢・サンサーラの研究資料を見せ、アリヤの暴走を止めるという計画を実行するため、一度は侵入に失敗し苦杯を舐めたサンサーラにヴァルマと共に再び挑む。サンサーラの守り人・ガネーシャを倒し、侵入に成功。アリヤの姉・クジュリと接触したBBはサンサーラの研究資料を入手し国王に迫るが、アリヤを愛してしまっていた国王は動かなかった。国王の手で国外に逃亡することになったBBは、アリヤの命を受けたカルやイル、アジタの執拗な追跡を受けるが脱出に成功した。
日本ではセーギと共に王国呪紋研究所に侵入し攻略、呪紋のデータを入手した。その後、セーギに訓練を付けつつ、現れたイジーにアリヤの真の目的が遺跡を用いた世界の改竄ということを伝える。遺跡の戦いではカルと交戦、セーギの加勢もあってカルに勝利するが起源体が自らと同化するべく動き出すと、セーギの起源体に語り掛け自身を喰わせた。
二人目の「無鍵の呪紋」の印者で、呪文の場所は舌。トリガーはガム。
セオドア・ウィルソン
声 - 山本格
呪紋を入手するため来日していたアメリカのマフィア。印者。トムを襲うが立ち塞がったセーギの無鍵の呪紋に敗れた。
起源体（ソース）
声 - セーギの起源体（乃村健次）、BBの起源体（武虎）
呪紋の核のような存在。印者は起源体の声が聞こえる。
ヒデ、トシ
声 - 永塚拓馬（ヒデ）、菅原慎介（トシ）
セーギの友人。
トシはジーニアスによって、セーギを誘き寄せるために研究所に拉致されたが、セーギとBBによって救出されている。
藤沢、後藤座
声 - 杉崎亮（藤沢）、宮﨑聡（後藤座）
セーギの通う学校の教師。
ユカリ
声 - 高橋未奈美
トーコの友人。
セイラ、カーター
声 - 高木美佑（セイラ）、笠間淳（カーター）
トム達が好きなアニメのキャラ。
ユミ
声 - 赤﨑千夏
玉城の婚約者の女性。コスプレイヤーとして活動。玉城の子を出産している。
岡崎
ワイズマンと共に呪紋を研究している。人工金繊維を開発した。
古波蔵乙男
カルの祖父。通称はサムライ爺さん。嵐の日に外出したまま消息不明となり、死亡したと思われていた。1年ほど漂流しペルーに漂着した後、トムが連れ帰った。南極での決戦ではイジーやトムと共に孫であるカルと対峙する。

## 用語
呪紋
セリニスタン王国・モロッコ・アメリカ（グランドキャニオン）・日本（石川県）の4つの遺跡から発掘された科学兵器。印者の身体能力を飛躍的に高めることができ、時空を歪めることで超常的な現象を発現させることができる。起動にはトリガーとなる物質（作中では「ポパイのホウレンソウ」と例えられている）が必要。傷を負っている状態で印者が呪紋を起動すると治癒力が発動し、怪我が治癒する。しかし、トムに代表される副産物的な呪紋では治癒力は低い。
印者（シールド）
呪紋の所有者。呪紋の力は印者の精神状態に左右される。印者は呪紋を使用すると自らの魂を起源体に徐々に喰われていき、最終的には起源体に喰われ同化する。侵食が進行すると体に異変が起こる。
トリガー
呪紋を起動するための媒介。
ドライブ
呪紋を起動した状態。
反呪紋（ノイズキャンセラー）システム
呪紋を無効化する。呪紋から起源体を除去しそれを人間の脳に付けることもできる。
セリニスタン王国
南アジアにある新興国家。作中の世界においてトップレベルの技術力を持ち、世界第2位のGDPを誇る経済大国。第二次世界大戦後、アメリカとソビエト連邦のどちら側にもつかないことで、冷戦の陰で飛躍的な経済発展を遂げた。現在はアメリカと対立しており、その対立の裏で呪紋が関わっている。
ブラフマン
アリヤの私設呪紋部隊。強さは米軍のそれを凌駕する。
呪紋研究所
日本における王国の拠点の一つ。反呪紋システムの研究をしているが、拉致して来た人間をモルモットにして人体実験をしている。
アメリカ陸軍
呪紋を危険視し、抑止力として自国が保有するべく（実際は世界征服）、各地に軍人を派遣し回収・研究している。
青月（ブルームーン）
米陸軍の特殊部隊。呪紋の回収を担う。メンバーはイジーとトム。
白薔薇（ホワイトローズ）
米陸軍の特殊部隊。呪紋部隊。リーダーはリサ。
サンサーラ
王国の呪紋研究の中枢。不用意に近づく者は守り人に排除される。サンサーラ地下最深部には、国王が以前に行った人体実験で生み出された実験体（アリヤの姉妹）の中で動ける者達の住処があり、寝室や台所・ゲームなどが備わっている。また、夥しい数の動かない実験体も容器に保存されている。
遺跡の碑文
遺跡の力を使用する際の取扱い説明書。米国の遺跡の碑文は事故で失われた。
アリヤバータ計画
遺跡を操作可能な魂を持った人間を作り出す計画。
タヴィ
呪紋を作り出した少数民族。国王の人体実験に利用され、タヴィの男は身体中切り刻まれ、女は男から採取した精子サンプルで強制的に孕まされ何度も子供を産まされ続けた。実験は非人道的なものであったため3000人が犠牲となり滅んだ。

## 書誌情報
- 真じろう 『タブー・タトゥー』 KADOKAWA〈MFコミックス アライブシリーズ〉、全13巻
  1. 2010年2月23日発売[13]、ISBN 978-4-04-066534-4
  2. 2010年8月23日発売[14]、ISBN 978-4-04-066535-1
  3. 2011年2月23日発売[15]、ISBN 978-4-04-066536-8
  4. 2011年9月22日発売[16]、ISBN 978-4-04-066537-5
  5. 2012年5月23日発売[17]、ISBN 978-4-04-066538-2
  6. 2013年2月23日発売[18]、ISBN 978-4-04-066539-9
  7. 2013年10月23日発売[19]、ISBN 978-4-8401-5334-8
  8. 2014年6月23日発売[20]、ISBN 978-4-04-066586-3
  9. 2015年1月23日発売[21]、ISBN 978-4-04-067242-7
  10. 2015年6月23日発売[22]、ISBN 978-4-04-067537-4
  11. 2016年3月23日発売[23]、ISBN 978-4-04-068204-4
  12. 2016年9月23日発売[24]、ISBN 978-4-04-068544-1
  13. 2017年8月23日発売[25]、ISBN 978-4-04-069197-8

## テレビアニメ
2016年7月から9月までテレビ東京他にて放送された。

### スタッフ
- 原作 - 真じろう（月刊コミックアライブ連載）
- 監督 - 渡部高志
- シリーズ構成 - 関島眞頼、大武正光
- アニメーションキャラクターデザイン - 長谷川眞也
- プロップデザイン - 小澤理彦
- 美術監督 - 河合伸治
- 色彩設計 - 店橋真弓
- 撮影監督 - 大河内喜夫
- 編集 - 西山茂
- 音響監督 - 岩浪美和
- 音楽 - スーパースィープ（細江慎治）
- 音楽制作 - DIVE II entertainment
- 音楽プロデューサー - 大胡寛二
- プロデューサー - 田中宏幸、高林庸介、清水美佳、岩花太郎、松村俊輔、福田順、岩澤泰洋
- アニメーション制作プロデューサー - 鈴木薫
- アニメーション制作 - J.C.STAFF
- 製作 - タブー・タトゥー製作委員会

### 主題歌
オープニングテーマ「Belief」
作詞 - 空谷泉身 / 作曲 - KENT/TOMOYA / 編曲 - 高橋浩一郎 / 歌 - May'n
エンディングテーマ「EGOISTIC EMOTION」
作詞 - 渡部紫緒 / 作曲・編曲 - Ryo / 歌 - TRIGGER［イジー（小松未可子）&トーコ（安済知佳）]

### 各話リスト
| 話数   | サブタイトル | 脚本              | 絵コンテ                      | 演出              | 作画監督 | 総作画監督          |
| ------ | ------------ | ----------------- | ----------------------------- | ----------------- | --- | ------------------- |
| 第1話  | 呪紋         | 大武正光          | 岩崎良明                      | 岩崎良明          | 藤井昌宏、前田ゆり子                                                                                            | 藤井昌宏 長谷川眞也 |
| 第2話  | 急襲         | 関島眞頼          | 岩崎良明                      | 高島大輔          | 木本茂樹、冷水由紀絵                                                                                            | 藤井昌宏            |
| 第3話  | 同病相憐     | 関島眞頼          | 鈴木健太郎                    | 萩原弘光          | 佐野はるか、高橋沙妃、前田ゆり子 山本雅章、芝田千紗                                                             | 藤井昌宏            |
| 第4話  | 距離         | 関島眞頼          | 佐山聖子                      | 岩崎良明          | 森七奈、浅川翔、藤部生馬 前田義宏、上田みねこ、奥田哲平                                                         | 藤井昌宏            |
| 第5話  | 奪還         | 大武正光          | 渡部高志                      | 高島大輔          | 木本茂樹、坂本哲也、芝田千紗 斉藤美香、前田ゆり子、佐野はるか                                                   | 藤井昌宏            |
| 第6話  | 再会         | 関島眞頼          | 篠原正寛                      | 篠原正寛          | 佐野はるか、冷水由紀絵、芝田千紗 前田義宏、上田みねこ、浅川翔                                                   | 藤井昌宏            |
| 第7話  | 嵐           | 大武正光          | そ〜とめこういちろう          | 橋本敏一          | 上田みねこ、冷水由紀絵、小渕陽介 藤部生馬、山本雅章、矢向宏志 芝田千紗、坂本哲也、前田ゆり子                    | 藤井昌宏 長谷川眞也 |
| 第8話  | 創造者       | 関島眞頼          | そ〜とめこういちろう 櫻井親良 | 高島大輔 藏本穂高 | 木本茂樹、森七奈、坂本哲也 藤部生馬、前田義宏、浅川翔 矢向宏志、小渕陽介、冷水由紀絵                            | 藤井昌宏 長谷川眞也 |
| 第9話  | 過去         | 真じろう          | 渡部高志                      | 藏本穂高          | 冷水由紀絵、前田ゆり子、上田みねこ 藤部生馬、山本雅章、小渕陽介 浅川翔、片山敬介                                | 藤井昌宏 長谷川眞也 |
| 第10話 | 挑戦状       | 大武正光 真じろう | 二瓶勇一 渡部高志             | 高島大輔 藏本穂高 | 藤部生馬、吉岡幸恵、冷水由紀絵 小渕陽介、前田義宏、浅川翔 芝田千紗、森七奈、長谷川眞也                          | 藤井昌宏 長谷川眞也 |
| 第11話 | 掌上         | 関島眞頼          | 篠原正寛                      | 篠原正寛 高島大輔 | 藤井昌宏、長谷川眞也、木本茂樹 冷水由紀絵、上田みねこ、重松佐和子 坂本哲也、藤部生馬、浅川翔 小澤理彦、斎藤美香 | 藤井昌宏 長谷川眞也 |
| 第12話 | 決戦         | 大武正光          | 渡部高志                      | 渡部高志 櫻井親良 | 長谷川眞也、冷水由紀絵、森七奈 前田ゆり子、藤部生馬 前田義宏、小渕陽介                                          | 藤井昌宏 長谷川眞也 |

### 放送局
| 放送期間                | 放送時間                     | 放送局     | 対象地域   | 備考                                       |
| ----------------------- | ---------------------------- | ---------- | ---------- | ------------------------------------------ |
| 2016年7月5日 - 9月20日  | 火曜 2:05 - 2:35（月曜深夜） | テレビ東京 | 関東広域圏 | 製作委員会参加                             |
| 2016年7月7日 - 9月22日  | 木曜 0:30 - 1:00（水曜深夜） | AT-X       | 日本全域   | CS放送 / リピート放送あり / 製作委員会参加 |
| 2016年7月10日 - 9月25日 | 日曜 0:00 - 0:30（土曜深夜） | BSジャパン | 日本全域   | BS放送 / 製作委員会参加                    |

### BD
| 巻 | 発売日         | 収録話          | 規格品番     |
| -- | -------------- | --------------- | ------------ |
| 1  | 2016年9月30日  | 第1話 - 第2話   | EYXA-11080/B |
| 2  | 2016年10月28日 | 第3話 - 第4話   | EYXA-11081/B |
| 3  | 2016年11月25日 | 第5話 - 第6話   | EYXA-11082/B |
| 4  | 2016年12月30日 | 第7話 - 第8話   | EYXA-11083/B |
| 5  | 2017年1月27日  | 第9話 - 第10話  | EYXA-11084/B |
| 6  | 2017年2月24日  | 第11話 - 第12話 | EYXA-11085/B |